# Quartier Frébault
Le quartier Frébault, situé au sud de la ville de Lorient entre les quartiers Le Polygone et de Keroman, tire son nom d'un ancien quartier militaire de la première moitié du XXe siècle.
Une partie du quartier est réunie avec Le Polygone pour former un quartier prioritaire.

## Histoire
Charles Victor Frébault (1813-1888), gouverneur de la Guadeloupe et sénateur fut inspecteur général permanent de l'artillerie de marine. Il a donné son nom à la caserne Frébault construite de 1890 à 1896 sur un terrain cédé en partie par la municipalité de Ploemeur et par la marine. Dans cette caserne logeaient les troupes de l'Artillerie coloniale. Elle était considérée au début du XXe siècle comme la caserne la plus moderne de France, dotée dès 1897 de l'éclairage électrique, grâce à des dynamos actionnées par une chaufferie à vapeur.
La caserne était limitée par la rue du Chant-des-Oiseaux qui en était l'entrée et la rue du Tonkin à l'est, par l'impasse Cassard et l'entrée de la rue Benjamin-Franklin à l'ouest, par la rue du Général-Frébault au nord et au sud par la rue René-Caillé.
Cette caserne a été endommagée pendant la Seconde Guerre mondiale en 1943, puis détruite en 1961, seul un bâtiment a subsisté et a servi de prison jusqu'en 1982 au moment de la mise en service du centre pénitentiaire de Lorient-Ploemeur.
Aujourd'hui, ce quartier de Lorient a donc conservé le nom et la délimitation de cette ancienne caserne. Plusieurs rues rappellent que la domination française s'est exercée sur des territoires lointains plus ou moins dépendants de la métropole (colonies, protectorats, comptoirs...) : rue du Cambodge, du Tonkin, de Chandernagor, de Pondichéry, de Madagascar.